# True Blue (Madonna-album)
A True Blue című stúdióalbum az amerikai énekesnő Madonna 1986. június 30-án kiadott harmadik lemeze, mely a Sire Records kiadásában jelent meg. Az egész albumot Madonna Stephen Bray-vel, és Patrick Leonarddal írta. Az album a szerelemről, a munkáról, az álmokról, és a csalódásokról alkotott látomásokról szól. Az albumot Madonna akkori férje Sean Penn ihlette, akinek Madonna az albumot szentelte. Zeneileg az album eltérő irányt mutatnak, korábbi albumaihoz képest, melybe belefoglalták a klasszikus zenét, annak érdekében, hogy az idősebb korosztályt is megfogja, akik szkeptikusak voltak Madonna zenéje iránt.
Az albumon hallható dalok akusztikus gitárokat, dobokat, szintetizátorokat, és kubai hangszereket tartalmaznak. A dalok a szeretetről, a szabadságtól szólnak. A "Papa Don't Preach" esetében a dal olyan társadalmi kérdésekkel kapcsolatos, mint a tizenéves terhesség. Az album kedvező kritikákat kapott, olyan zenei kritikusoktól, akik az albumot az 1980-as évek vége, és az 1990-es évek eleji pop-album "archetip"-jének nevezték. Dicsérték, hogy Madonna hangja erőteljesebb volt, mint korábbi felvételeinél, elismerve ezzel az énekesi, dalszerzői és szórakoztatói képességét.
A "True Blue" az egész világon sikeres album volt, első helyezést elérve a világ 28 országában, köztük Ausztráliában, Kanadában, Franciaországban, Németországban, az Egyesült Királyságban, és az Egyesült Államokban. Az album 34 egymást követő hetet töltött az European Top 100 albums listán, hosszabb ideig, mint a történelemben eddig bármelyik album. 1986-ban ez volt a világ legkelendőbb albuma, valamint az 1980-as évek női előadó által megjelentetett legkeresettebb album. Az albumból a becslések szerint több mint 25 millió példányt értékesítettek, és továbbra is az egyik legkelendőbb albumnak számít. Az albumról öt kislemezt jelentettek meg: a Live to Tell-t, a Papa Don’t Preach-t, a True Blue-t, az Open Your Heart-ot, és a La Isla Bonita-t, amelyek az Egyesült Államok Billboard Hot 100-as listán, vagy az Egyesült Királyság kislemezlistáján értek el első helyezést.

## Előzmények

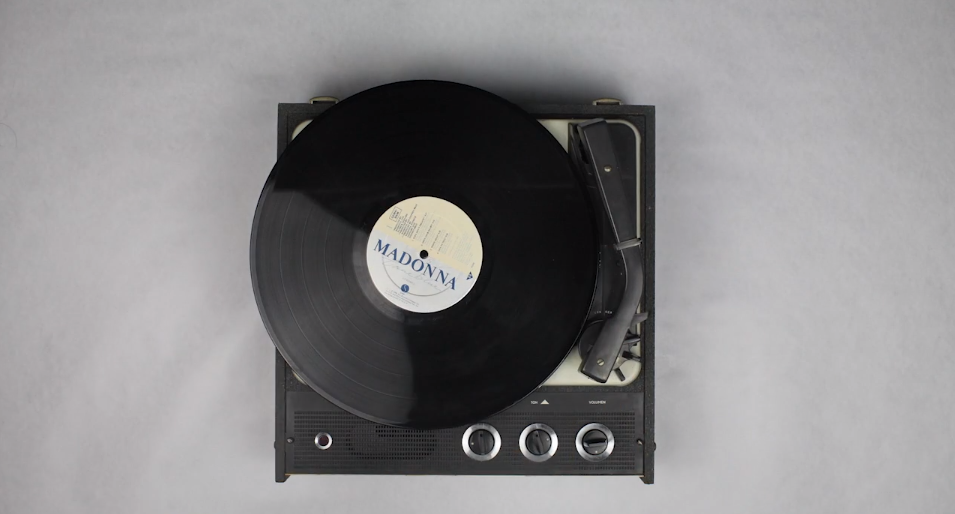
Madonna "True Blue" albumának vinyl változata

1985 februárjában Madonna randevúzni kezdett Sean Penn színésszel, akivel a Material Girl című kislemezének videóklipjének forgatásán ismerkedett meg. Felidézte, hogy Penn olyan volt, "akinek a munkásságát csodáltam, és azt hiszem, ő is ugyanígy érzett [...] Annyi közös vonásunk van, szinte olyan, mintha a testvérem lenne". Kötetlenül randiztak, és hat hónappal később, Madonna 27. születésnapján összeházasodtak. Később az ifjú pár együtt szerepelt a Shanghai Surprise (1986) című filmben, amely kritikai és kereskedelmi szempontból is kudarcot vallott. 
Madonna a Virgin turné során ismerkedett meg Patrick Leonard producerrel, akit zenei igazgatónak neveztek ki. A turné befejezése után Madonna megkérdezte Leonardot, hogy akar-e vele dolgozni. Egy grillezésen találkoztak a házában, ahol Leonard megmutatta neki a stúdiójában írt "Love Makes the World Go Round" című dalát, amelyet Madonna a Philadelphia Live Aid jótékonysági koncerten énekelt el 1985. július 13-án. Leonard és Madonna következő együttműködése a Live to Tell című ballada volt, amelyet a Paramount Fire with Fire (1986) című filmjének zenéjéhez szántak instrumentális zeneként. A Paramount azonban elutasította a számot; Leonard ezután megkérte Madonnát, hogy írja meg a dalszöveget, aki eleget tett a kérésnek, és úgy döntött, hogy felhasználja a számot az At Close Range című filmben, amelyben Penn főszereplésével készült. 
1986. április 5-én a Billboard arról számolt be, hogy Madonna új albuma a Live to Tell címet viseli , és nyáron jelenik meg. Egy hónappal később megerősítették, hogy a cím True Blue lesz, Penn egyik kedvenc kifejezéséről elnevezve. Az énekesnő az akkori "legszemélyesebb" munkájának nevezte el a dalt, és szélesebb, érettebb közönséget szeretett volna elérni. A "Live to Tell" eredményével elégedetten úgy döntött, hogy megtartja Leonardot a projektben, és felkérte korábbi barátját, Stephen Brayt is, akivel második albumán, a Like a Virgin-en (1984) dolgozott, és aki úgy érezte, segíthet neki "klasszikus Top 40-es érzékenységgel rendelkező, tempós dalok" létrehozásában. 
1986. március 6-án a londoni Kensington Roof Gardensben, a Shanghai Surprise sajtótájékoztatóján Madonna megerősítette, hogy dolgozik új albumán, melynek Live to Tell lesz a címe, melyet aztán később True Blue-ra változtattak. A munkálatokat Stephen Bray-vel végezte, aki előző Like a Virgin című stúdióalbumán is közreműködött, valamint a The Virgin Tour zenei igazgatójával Patrick Leonard-dal dolgozott együtt. "Az alagsorban voltam ezekkel az idióta barátokkal, amikor egy dallamon dolgoztam" - emlékezett vissza Leonard 1992-ben. Madonnának nagyon tetszett, mely végül a "True Blue" album egyik dalává vált.
A dalok többségét Madonna írta, vagy közösen írta azokat. A Papa Don’t Preach és az Open Your Heart című dalokat nem ő írta, csak a dalszövegekben segédkezett. Az album felvételei 1985 decemberétől 1986 áprilisig tartott, Madonna és Sean Penn házasságának első évében. Az albumot Pennek szentelte: "A legmenőbb srác az univerzumban" - mondta Madonna. Az imázsával kísérletezve egy tradicionálisabb megjelenést ölte, és a klasszikus zenét integrálva dalaiba, Madonna megpróbálta az idősebb közönséget is bevonzani zenéivel, akik szkeptikusak voltak zenéjével kapcsolatban. Madonna eddigi "legaranyosabb" albuma, mely a szeretet, a munka, az álmok, valamint a csalódásokkal foglalkozik. Madonna szerint a cím akkori férje Penn kedvenc kifejezéséből, és a szerelem tisztán látásából származott. A dalok többsége tükrözi ezt az állapotot, bár mindegyiket külön rögzítették, és fejlesztették ki. Az első dal a "Papa Don't Preach" volt, melyet Brian Elliot írt, aki ezt egy szerelmi dalnak írta le, azonban kicsit másképp. A dalt az ihlette, hogy stúdiója ablaka előtt gyakran észak-hollywoodi középiskolás lányok beszélgettek, hogy megigazítsák hajukat, és csevegjenek. Az itt hallott dolgok ihlették a dalt.
Az "Open Your Heart" volt az első dal, melyet felvettek az albumra 1985 decemberében, melyet végül hozzáadtak a műsorszám listához. A dalt eredetileg Cyndi Laupernek szánták. A "White Heat" című dalt James Cagney színésznek szentelték, mely az 1949-es azonos című film  után kapta a nevét. A dal két eredeti idézetet tartalmazott. A 4. dal a Live to Tell volt, melyet Patrick Leonard írt a Paramont Pictures megrendelésére a Fire with Fire című romantikus drámához. Miután a dalt a társaság elutasította, Leonard megmutatta Madonnának. Madonna úgy gondolta, hogy a dalt felhasználja az At Close Range című filmben, melyben férje Sean Penn is játszik,  majd amikor a film rendezője James Foley meghallotta a dalt, kérte Leonardot, hogy írja meg a dalt úgy, ahogy Madonna javasolja. A "True Blue" volt az első olyan album, melyen Madonna spanyol hangszerekkel kísérletezett. Erre jó példa a La Isla Bonita című dal. A dalt eredetileg Michael Jacksonnak írták a Bad című albumra, azonban ő nem kívánta felhasználni. A dalt Madonna elfogadta, és újra írta a dalszövegeket. A dalt Madonna a latin-amerikai emberek szépségének, és rejtélyének tiszteletére írta a dalt. Az utolsó dal az albumon a "Love Makes the World Go Round" című dal melyet a Live Aid koncerten mutattak be 1985 júliusában. A dal a 60-as évek háborúellenes zenéjére emlékeztet.

## Összetétel
Zeneileg a "True Blue" más zenei irányt mutatott Madonnának. Korábbi erőfeszítései szerint magasabb hangon énekelt, mellyel Madonna tompította a pop-up hangzást. Az album dalai ezt tükrözik, melyben számos hangszert használt, a különféle hangulatok kiemelésére, melyeket a dalszövegek is hangsúlyoztak. A "Papa Don't Preach" című dal akusztikus, elektromos, és ritmikus gitárokat, billentyűs hangszereket, és húros hangszereket tartalmaz. A dal hangmintái Ludwig van Beethoven "Appasionata szonátájának" hangmintáival kezdődik.  Folyamatos ütőhangszerek vannak az "Open Your Heart" című dalban. A "White Heat" című dal egy filmidézettel kezdődik, mely egy uptempós táncdal, szintetizált basszussal , és kettős zenével, férfi hangok kórusával. "Nem írok tánczenét, de nem látom, hogy hozzájárulnak a világ kulturális növekedéséhez" - mondta Pat Leonard 1992-ben. "Abban az időben a "True Blue" albumot készítettük, mely félig innovatív volt". A "Live to Tell" című balladában a dalban lábdob, szintetizátor, funk gitár, és igazi dobok is szerepeltek. A "Where's the Party" című dal egy standard táncdal, melyben ritmusgitár, szintetizátor, billentyűs hangszerek hallhatóak. A címadó dalban ritmusgitár, szintetizátor, billentyűs hangszerek, és ritmusdobok hallhatóak egy olyan háttérdallal, mely a doo-woop akkord progressziót használta. A kubai dobok és a spanyol gitár, a maracas és a harmonikus hangok a "La Isla Bonita" című dalban vannak. A "Jimmy Jimmy" című dal egy 60-as évek szerű popdal, mely James Dean előtt tiszteleg.
A lírai "True Blue" dal tükrözi Madonna szerelmi gondolatait. A "Where's the Party" című dal egy dolgozó  lányról szól, aki munka után táncolni megy. A "Jimmy Jimmy" Madonna csodálatáról beszél, a szomszédos rossz fiú miatt. A spanyol "La Isla Bonita" és a "Love Makes the World Go Round" a normál életből fakadó escapizmussal foglalkozik, utóbbi a háború és a szegénység elleni küzdelemről, a latin dobok és a szamba által befolyásolt ritmusokról szól. A "White Heat" című dalban Clint Eastwood-ot idézi a "Make my Day" című mondatával. A "Papa Don't Preach" című dal egy fiatal nőről szól, aki elmondja apjának, hogy házasságon kívül terhes, de megtartja a gyermekét.
A "Live to Tell" a csalódás és bizalmatlanság összetételét ábrázolja, mely a gyermekkori hegekről szól, és rendkívüli érzelmi hangmagassággal rendelkezik az előadás során. A "True Blue" című dal a romantikáról, és az 50-es évek lányegyütteseinek zenei stílusáról szól. A dalszöveg vers formában van felépítve, és témája Madonna férje Sean Penn iránti érzése, melyben még az 1929-es archaikus szerelmes szót is használja a dalszövegben: "Just think back and remember, dear".  Madonna kifejezi szexuális vágyát az "Open Your Heart" című dalszövegben, és egy paradicsomi sziget szépségét írja le a "La Isla Bonita" című dalszövegben.

## Borítótervek
Az album borítójának fotóját Herb Ritts készítette, mely Madonna egyik legismertebb képe. Madonna a nyakától felfelé látható. A kép fő színei a szürke, a fehér, és a különböző árnyalatú kék, megerősítve az album címét. Madonna elegáns pózban érezte magát, miközben ajka vörösre van festve, és nyakát hátra hajtja mint egy hattyú. Jeri Heiden a Warner Bros. művészeti osztályának munkatársa feladatot kapott a fényképek szerkesztésére, és azok kompatibilissé tételére a lemezborítóra. Összesen 60 fotótekerccsel dolgozott, mely mind 35 mm átmérőjű volt. Heiden mintegy 30-40 tesztnyomatot rendelt a Ritts műterméből, és ennek alapján tett ajánlatokat a fotókra. Néhány fotót kiválasztottak az album borítójára, melyekből később a "Papa Don't Preach" és a "True Blue" című kislemezek borítója is lett. A végső fotókat Madonna, Heiden és Jeff Ayeroff a Warner Bros. igazgatója választotta ki.
A végső fotók kiválasztása után Heiden az album borítójának két különféle változatát rendelte meg. Az eredeti fényképet fekete-fehérben készítették el, és Heiden különféle árnyalatokkal kísérletezett, hogy az album címével egyenlő legyen, majd elérkezett a végső kék hátterű, kézzel festett változathoz. Az LP és a CD album borítója egy hosszabb kép vágott képe, beleértve a törzset is. Ezek közül több látható a kazetta kiadás borítóján, és kihajtható poszterként is szerepelt az LP változaton.  Madonna plakátja, mely a borítóval egyforma, szerepe az album vinyl változatában.

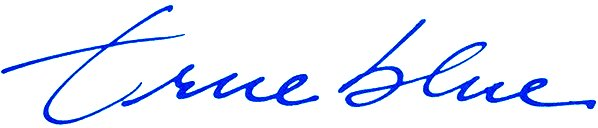
A True Blue logo

Az Egyesült Államokban és Kanadában megjelent lemezborítóján nem volt logó, de az európai kiadáson Madonna neve és az album címe látható. Heiden elmagyarázta az Aperture magazinnak adott interjúban, hogy véleménye szerint remek lenne egy zsugorfóliát használni az amerikai kiadáson, így amikor azt leveszik, csak Madonna képe tárul elénk. Az európai változatra a Warner úgy érezte, hogy szükség van a névre, és címre a lemezborítón, mert nem akarták megváltoztatni Madonna népszerűségét ezzel. A borító hátulján a dalcímek Heiden saját kézírásával szerepeltek. A kazetta és LP változat levágásáról Heiden azt mondta: " Úgy gondolom, hogy a kép sokkal érdekesebb négyzetre vágva - olyan volt mint egy istennő, aki mint egy márványszobor pózol ruha nélkül, amely nem látható a borítón". A függőleges vágott képen látszik a bőrdzseki és a fal".
Lucy O'Brien szerint a lemezborítón Madonna olyan mint egy ikon. Úgy érezte, hogy a kép az ártatlanság és az idealizmus keveréke, mely magába foglalja az 50-es évek Technicolor stílusát, a kézzel festett színt, mely a Warhol szitanyomás nyomtatott mintájára emlékeztet a 60-as évekből. O'Brien úgy érezte, hogy Madonna képe Marilyn Monroe vonzerejére támaszkodott a képen. Ezzel a képpel Madonna egyértelművé tette a kapcsolatot a Warhol és saját maga között, mely a pop-art és a kereskedelem élénk kapcsolatát jellemezte. A 80-as évek végén ez a pop művészet új korszakát jelentette, melyen Madonna ki is használt.
Erica Wexler (Spn] Madonnát úgy írta le, mint egy kobra, aki a forró napfényben sütkérezik. Az album borítóján Madonna profilja látható. Randy Taraborrelli a Madonna: An Intimate Biography című könyvében azt írta, hogy a "True Blue"  pozitívan növelte Madonna hírnevét. Úgy érezte, hogy a "kimosott színes fényképe" melyen hátradől, és csukott szemmel látható, alulértékeltnek számított összehasonlítva a múltbeli szexuális pózokkal látható fényképeken.  Az album belső borítóján nem volt fénykép, itt az album információi, és a dalszövegek kaptak helyet. A Billboard 50 Legnagyobb album borítójának listáján a 34. helyen szerepelt a "True Blue" album borítója.

## Promóció

### Élő előadások
Az album megjelenése előtt Madonna előadta a "Love Makes the World Go Round" című dalt az 1985. évi Live Aid koncerten. Az album többi részét az 1987 Who's That Girl világturnén mutatta be, kivéve a "Jimmy Jimmy" című dalt, melyet Madonna egyetlen előadáson sem adott elő.  Ez volt a második turnéja, melyen a "True Blue" című stúdióalbumot népszerűsítette. Ez volt az első világturné, mely Ázsiában, Észak-Amerikában, és Európában került megrendezésre. Technikai és zenei szempontból sokkal jobb volt mint a The Virgin Tour, mivel a Who's That Girl turné multimédiás komponenseket tartalmazott, hogy a show vonzóbb legyen.
Madonna edzésbe kezdett, aerobikozott, kocogott, és súlyokat emelt, hogy megbirkózzon a koreográfiával és a tánccal a színpadon. A jelmezek tervezésében is részt vett Marlene Stewart jelmeztervezővel közösen, hogy a népszerű "True Blue", "Open Your Heart" és a "Papa Don't Preach" és "La Isla Bonita" klipekben viselt ruhadarabokkal életre keltse a klipben látottakat. A színpad hatalmas volt, négy videó kivetítővel, multimédiás monitorral. Leonard lett a zenei igazgató, aki arra ösztönözte Madonnát, hogy régi dalait új formában mutassa be. Madonna a turnét a "Who's That Girl"-nek (Ki ez a lány) nevezte el, amikor saját magáról vetítettek egy képet a színpad képernyőjén.
Az előadás dalai alatti jelmezváltást, és a ráadást a "Who's That Girl" és "Holiday" dalok tartalmazták. A műsor alatt Madonna összesen hétszer öltözött át. A koncert olyan társadalmi dolgokkal is foglalkozott, mint az AIDS a "Papa Don't Preach" előadása alatt. A "Who's That Girl" világturné kritikus értékelést kapott, mellyel a kritikusok kommentálták a koncert extravagáns jellegét, és elismerésüket fejezték ki Madonnának, a tánc, és jelmezek közötti váltás dinamikus üzemezése miatt. A világturné kereskedelmi siker volt, összesen 25 millió dollár bevétel származott belőle. Madonna 1,5 millió ember előtt lépett fel.  A Pollstar szerint ez volt a második legnagyobb női művész általi világturné Tina Turner "Break Every Rule Tour" világturnéja után 1987-ben.
A turné két koncertjét rögzítették, melynek egyik kiadványa a Who's That Girl: Live In Japan (1987) volt, melyet kizárólag Japánban terjesztettek. A másik a Ciao Italia: Live from Italy (1988) melyet nemzetközileg jelentettek meg.  Taraborrelli megjegyezte: "Sok női előadó úgy viselkedik, mint egy díva, miután elérte a szupersztár státuszt. A "Who's That Girl turné Madonna dívává válásának volt a kezdete. A turnén Madonna új személyisége, a korábbinál erősebb, és intelligensebb szexuális képe vette kezdetét, melyből adódóan Madonnát a "wannabe" jelzővel illették. Az ő nevében egy kúpos melltartóval ellátott Madonna szobrot állítottak fel Pacentro városának központjában, ahonnan ősei származnak.

## Kislemezek
| #  | Kislemez          | Megjelenés           |
| -- | ----------------- | -------------------- |
| 1. | Live to Tell      | 1986. március 26.    |
| 2. | Papa Don’t Preach | 1986. június 11.     |
| 3. | True Blue         | 1986. szeptember 29. |
| 4. | Open Your Heart   | 1986. november 19.   |
| 5. | La Isla Bonita    | 1987. február 25.    |

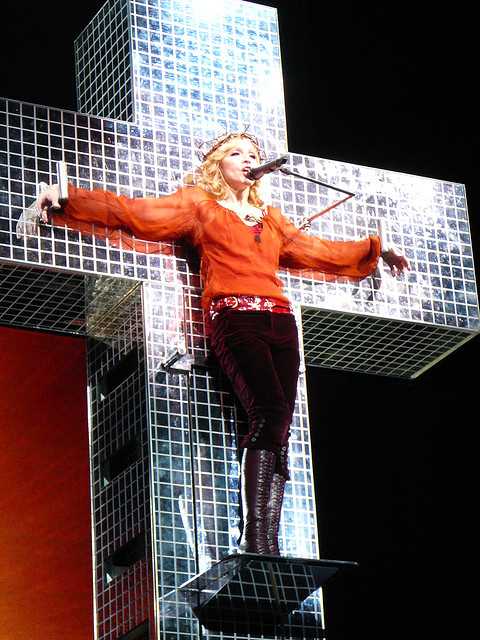
Madonna a "Live to Tell" előadása közben New York-ban.

A Live to Tell című ballada volt az első kimásolt kislemez az albumról a Crazy for You című ballada után, melyet az At Close Range című filmben használtak fel, melyben Madonna akkori férje Sean Penn is szerepelt. A dalt a kritikusok pozitívan fogadták, melyet az eddigi legjobb balladának tartották. A "Live to Tell" Madonna harmadik első helyezést elért dala volt az amerikai Billboard Hot 100-as listán, és a második filmzene dal, a "Crazy for You" után. A dal Top 10-es volt Kanadában, Franciaországban, Hollandiában, Svájcban, és az Egyesült Királyságban.
A Papa Don’t Preach című dal a második kimásolt dal volt az albumról, mely 1986 júniusában jelent meg. A dalt kritikusan értékelték a zenekritikusok, és teljesen önálló dalnak nevezték az album többi dalaival szemben. Madonna a pop stílustól a művészetek felé mutatott irányt, csatlakozva ezzel az 1980-as évek ikonjaihoz, mint Michael Jackson vagy Prince. A dal Madonna 4. első számú kislemezévé vált az Egyesült  Államokban, Kanadában, Írországban, és az Egyesült Királyságban is, ahol szintén első helyezést ért el.
A True Blue 1986 szeptemberében jelent meg az album harmadik dalaként. A dalt az 1960-as évek beli Motown lányegyüttesei ihlették. A dalt a kritikusok jól fogadták, mint egy könnyed és vidám dalt, mely az 1950-es évekre emlékeztet. although some critics believed that it was "sassless and neutered" as compared to the other songs on the record, Egyes kritikusok szerint a dal páratlan, és nem igazán illik a többi dalhoz, és az album címéhez sincs túl sok köze. A dal Madonna Top 10-es slágere lett az Egyesült Államokban a Billboard Hot 100-as listán, ahol a 3. helyig jutott. A dal Írországban, és az Egyesült Királyságban az első helyezést érte el.

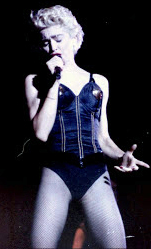
Madonna az "Open Your Heart" előadása közben a londoni Wembley Stadionban (1987)

Az Open Your Heart volt a 4. kimásolt dal az albumról, mely 1986. november 19-én jelent meg. A dal Madonna ötödik első helyezést elért dala volt a Billboard Hot 100-on. Nemzetközileg Top 10-es sláger lett, és több európai országban felkerült a listára, köztük Belgiumban, Írországban, Hollandiában, és az Egyesült Királyságban.
A La Isla Bonita az 5. és egyben utolsó kimásolt dal volt az albumról. A dalban Madonna turistaként van jelen, aki imádkozik, mert a napok gyorsan mennek. Az első sor San Pedro szigetére vonatkozik, bár Madonna ezt egy interjúban sem fogalmazta meg egyértelműen. A dal pozitív kritikákat kapott, és Madonna egyik legnagyobb, és legbefolyásosabb dala volt, valamint az album legjobb dala. A dal világszerte nagy sláger volt. Kanadában, Franciaországban, Németországban, és az Egyesült Királyságban is első helyezett volt. Az amerikai Billboard Hot 100-as kislemezlistán az első volt.

## Kritikák
| Értékelések                   |           |
| Értékelő                      | Értékelés |
| AllMusic                      | 4.5/5     |
| Blender                       | [ 68 ]    |
| Chicago-Sun Times             | [ 69 ]    |
| Christgau's Record Guide      | B         |
| Encyclopedia of Popular Music | [ 71 ]    |
| Q                             | [ 72 ]    |
| Entertainment Weekly          | B         |
| The Rolling Stone Album Guide | [ 73 ]    |
| Slant Magazine                | 3.5/5     |
| Spin Alternative Record Guide | 5/10      |

A "True Blue" általánosan jó kritikákat kapott. Jon Pareles a The New York Times beszámolójában azt írta az albumról, hogy a dalokban a hűség témája van jelen, és megalkotta azt, hogy dalaihoz egy valódi világ történetét mesélte el, és eljuttatta azt a hallgatókhoz. Stephen Holden gratulált az albumhoz, és azt mondta: "Madonna szívből van jelen ezen a lemezen". A Rolling Stone magazintól Davitt Sigerson kijelentette, hogy Madonna jobban énekel, mint valaha. Az album dalai fülbemászóak, de a kiemelkedő zeneszámok hiányát is kommentálták. A "True Blue" egy erős, megbízható szeretetteljes album, mely hű marad a múltjához, miközben szégyenteljesen maga fölé emelkedik.
Stephen Thomas Erlewine AllMusic az egyik legnagyobb tánc-pop albumnak nyilvánította, mely bemutatja Madonna valódi képességeit, mint dalszerző, lemezíró, provokatőr, és szórakoztató egyéniség. Madonna a "True Blue" albumot zseniálisra csiszolta  zenekritikusok számára. Erlewine úgy gondolta, hogy az album dalain a témák szignifikáns keveréke van, mely tovább erősítette népszerűségét. Sal Cinquemani a Silant magazintól az albumot a 80-as évek végi és a korai 90-es évek legfelsőbb archetipének hívta. [...] A 80-as évek korszakának bélyegzőjével látta el az albumot, mely Madonna albumainak legkorábbi darabja. Dicsérte az album dalait, mely érettebb volt mint a "Material Girl" és azt mondta, hogy az album tartalmazza Madonna legnagyobb és legbefolyásosabb slágereit. Michael Paoletta a Billboardtól azt nyilatkozta, hogy az album debütálása után 20 évvel a lemez még mindig ellenállhatatlan.
Az Entertainment Weekly-től Jim Farber úgy gondolja, hogy noha ez Madonna harmadik albuma, melyhez hozzáadja a spanyol pop zenét ("La Isla Bonita"), azonban összezavarja a fejeket a látszólagos abortuszellenes dallal ("Papa Don't Preach"). Figyelemre méltó a "Live to Tell" mely a mai napig a legjobb ballada. Robert Christgau kevésbé volt lenyűgözve, és azzal vádolta Madonnát, hogy félreérthető dalszövegekkel, és túlzott promócióval a legfiatalabb hallgatók felé fordult. Robert Hilurn (Los Angeles Times) kijelentette: "A True Blue" nem forradalmi dal, hanem képzeletbeli. Erica Wexler (Spin) megjegyezte: "A valódi kék Madonna rítusának átmentő rítusa a serdülőkor és a szigorúbb felnőtt világ között helyezkedik el.

## Sikerek

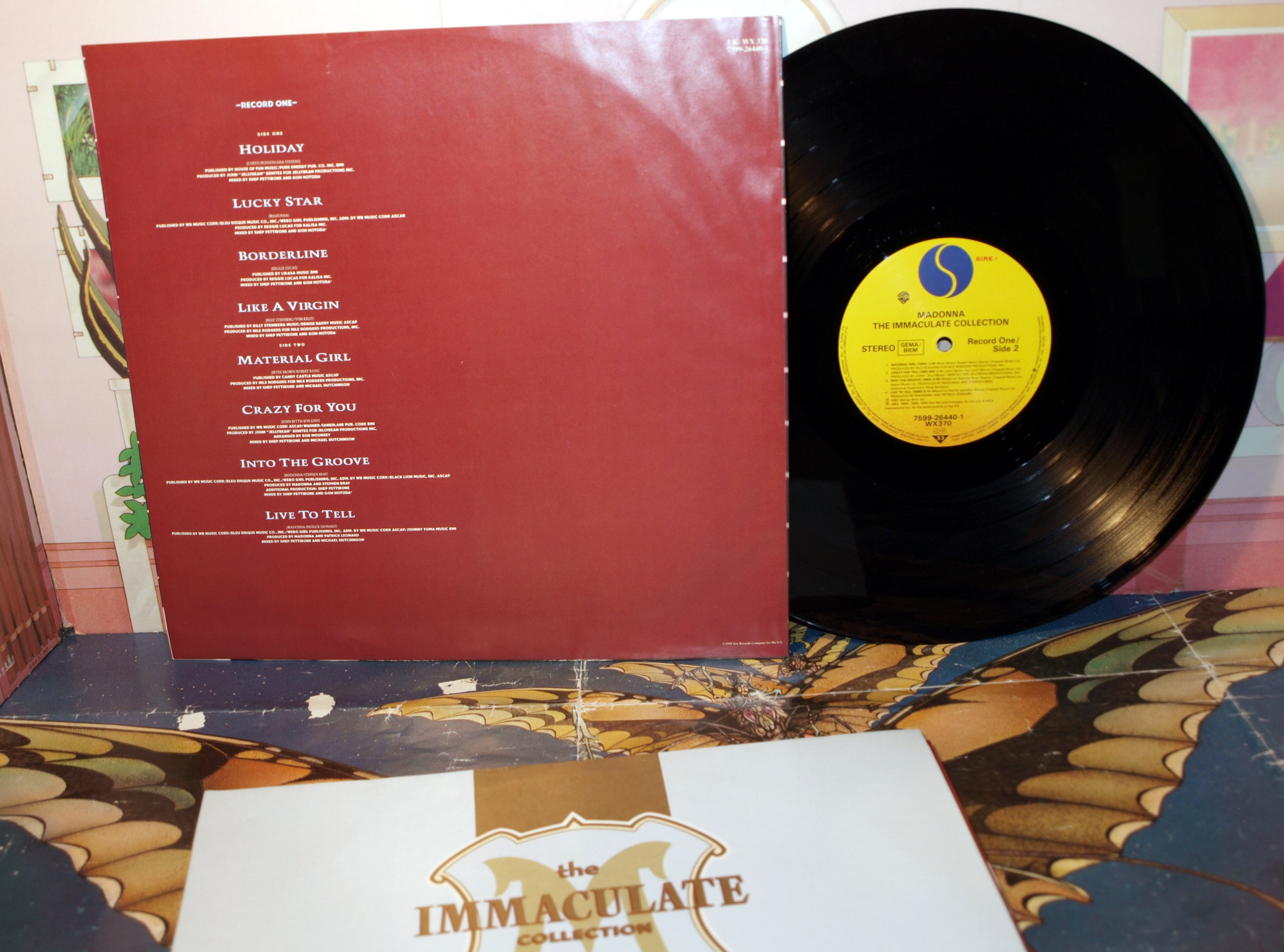
A The Immaculate Collection válogatás vinyl kiadványa

A "True Blue" az Egyesült Államok Billboard 200-as albumlistáján a 29. helyen debütált, és az 1986. augusztus 16-i héten elérte az első helyezést. Öt egymást követő hétig volt első helyezett, és összesen 82 hétig maradt a listán. Az album 47. volt a Top R&B / Hip-Hop listán. Az album hétszeres platina minősítést kapott az Amerikai Hanglemezgyártók Szövetsége által a több mint 7.000.000 eladott példányszám végett. Ez lett az Egyesült Államok harmadik legkelendőbb albuma a Like a Virgin (1984) és a The Immaculate Collection (1990) után. A Nielsen SoundScan 1991-es megjelenése után az albumból további 404.000 példányt adtak el. Az album Kanadában a 73. helyen debütált az RPM albumlistán 1986. július 5-én. Augusztus 9-re lett első helyezett. Kilenc hétig volt listaelső, és 77 hétig szerepelt a slágerlistán. A kanadai Hanglemezgyártók Szövetsége (CRIA) gyémánt minősítéssel díjazta az 1.000.000 eladott példányszámot. Kanadában Madonna lett a második női művész, aki meghaladta az egymillió eladott példányszámot.
A "True Blue" sikeres volt Ázsiában és Óceániában is. Japánban első helyezett volt az Oricon albumlistán. A Japán Hanglemezgyártók Szövetsége (RIAJ) az 1987-ben megrendezett japán aranylemez díjon kívül megkapta az Év pop albuma, az év Grand Prix albuma díjat, melyet az év legjobb művészének ítélnek. Madonna megkapta az Év művésze díjat, mint a legkeresettebb nemzetközi előadó. Ausztráliában az album a Kent Music Report listáján az első volt, az 1986. augusztus 4-i héten, két hetet tartózkodva a csúcson. Az Ausztrál Hanglemezipari Szövetség (ARIA) négyszeres platina minősítéssel díjazta a 280.000 eladott példányszámot. Az album az Új-Zélandi albumlistán is első volt, és ötszörös platina minősítést kapott a 75.000 eladott példányszám alapján.
A "True Blue" album legnagyobb sikerét az európai országokban érte el, ahol 34 egymást követő héten az European Top 100 albumlistáján szerepelt 1986. július 19-i héttől kezdve 1987. március 7-ig. Az Egyesült Királyság albumlistáján 1986. július 12-én debütált, és ez volt az első olyan amerikai művész albuma, mely rögtön az első helyre került. A slágerlistán hat hétig volt listaelső, és összesen 85 hétig maradt a listán. Az album 1986 legkelendőbb albuma volt az Egyesült Királyságban. A Brit Hanglemezgyártók Szövetsége hétszeres platinával jutalmazta a 2,1 millió eladott példányszámot. A "True Blue" Franciaországban is a listák élén volt, és a Francia Hanglemezgyártók Szövetsége (SNEP) gyémánt minősítéssel díjazta az 1.353.100 példányszámú eladást. Németországban az album 8 héten keresztül volt első, és a BVMI kétszeres platina minősítéssel díjazta az 1.000.000 eladott példányszámot. Az album Svédországban és Írországban aranyat, míg Dániában ezüst minősítést kapott.

## Hatása
Stephen Thomas Erlewine megjegyezte: "A True Blue az az album, melyben Madonna valóban szupersztár lett. Végtelenül ambiciózus, félelem nélküli provokatív szórakoztató, aki tudta, hogyan tudja felháborítani az embereket, hogyan válthat ki vitákat, aki jó véleményeket kaphat, és jó zenét tud készíteni". Mark Savage a BBC-től kijelentette, hogy a "True Blue" az-az album, amely megerősítette Madonna "Lady of Pop" státuszát. Sal Cinquemani a Slant magazintól azt mondta, hogy Madonna a pop műfajból a teljes művészetre állt át, csatlakozva ezzel az 1980-as évek ikonjaihoz, úgy mint Michael Jackson vagy Prince. Hasonlóképpen vélekedett Robert C. Sickels is, a 100 Entertainers Who Changed America: An Encyclopedia of Pop Culture Luminaries írója, aki azt írta, hogy Madonna megerősítette helyét a 80-as évek legnépszerűbb női előadójaként olyan ikonok mellett mint Prince és Michael Jackson.
Madonnának a lemeziparra és a fiatalabb művészekre gyakorolt befolyását illetően Debbie Gibson akkori menedzsere, Doug Breitbart megjegyezte: "Madonna visszahozott egy igazán erős, dallamos elemet a popzenébe.  A Slant magazin az albumot a 60. helyre sorolta az 1980-as évek 100 legjobb albumának listáján, és kijelentette, hogy a "True Blue" az az album, amellyel nyilvánvalóvá vált, hogy Madonna több mint egy flash-in popsztár". Majd hozzátették: "Madonna akkor kezdte el a saját képét, és a közönséget valódi érthetőséggel és céllal manipulálni, amikor megbizonyosodott róla, hogy minőségi dalokkal rendelkezik a világ uralkodó ambíciójának alátámasztására.
A "True Blue" sikere által Madonna először szerepelt a Guinness Rekordok Könyve 1988-as kiadásában, ahol 1986 legsikeresebb énekesének nevezték ki. Az album első helyezés volt a világ 28 országában. A True Blue később bekerült a Guiness Világrekordok Könyvébe is 1992-ben, mint női művész legkeresettebb albuma, melyből 1990 októberéig több mint 17 millió példányt adtak el. A True Blue album a világ legjobbjai között is volt. Az 1986. évi album, és a 80-as évek legkeresettebb albuma, melyből világszerte több mint 25 millió példány fogyott. Az album továbbra is az egyik legkelendőbb album a világon.
A True Blue album zenei videóin keresztül is társadalmi hatást gyakorolt az emberekre. John E. Semonche a Censoring Sex című könyvében megjegyezte, hogy Madonna borítékba tolja mindazt, amit meg lehet jeleníteni a televízióban, mely növeli népszerűségét. Az "Open Your Heart" című videó folyamatos elemzés alatt áll a tudósok körében, a sztereo-tipikus férfi pillantása és a voyeurizmus fogalma szempontjából. A videóban sztriptíztáncosként megjelenő Madonna, aki végül egy fiatal fiúval elmenekül a helyszínről. Az MTV kezdetben fenntartással volt a videó sugárzásával kapcsolatban, amelyet később a Warner munkatársaival folytatott eszmecsere során oldottak meg. Susan Bordo feminista író negatívan reagált a videóra, mondván, hogy a kabinban lévő szánalmas férfiak, valamint Madonna menekülése a fiúval cinikus, és megcsavarodott.
Douglas Kellner megjegyezte, hogy a zenei videóinak multikulturális jellege, és kulturálisan transzgresszív mozdulatai rendkívül sikeresnek bizonyultak, mellyel a nagy, és változatos ifjúsági közönséget vonzotta be. 1986 őszén a Sire Records megrendezte a "Make My Video" versenyét, amelyben az MTV nézői saját videókat készítettek a "True Blue" című dalhoz. Az MTV publicistája Peter Danielson elmondta, hogy sok beadványban a Madonnát utánozó tinédzserek voltak láthatóak. A "La Isla Bonita" című videó is népszerűvé vált, melynek hatására megjelentek a bolerós és réteges szoknyák, amelyeket rózsafüzérrel és gyöngyökkel, valamint feszületekkel díszítettek, úgy ahogyan a videóban is látható. Videóival hatással volt a populáris kultúrára, melynek eredményeképpen az 1986. MTV Music video díjkiosztón a "Video Vanguard Award" díjat vehette át, négy évvel karrierje kezdete után. Ő lett az első olyan női művész, aki ilyen karrierlehetőséget kapott az MTV-től.

## Számlista
| True Blue - Normál kiadás | True Blue - Normál kiadás     | True Blue - Normál kiadás           | True Blue - Normál kiadás | True Blue - Normál kiadás | True Blue - Normál kiadás | True Blue - Normál kiadás | True Blue - Normál kiadás | True Blue - Normál kiadás | True Blue - Normál kiadás |
| #                         | Cím                           | Szerző(k)                           | Producer                  | Hossz                     |                           |                           |                           |                           |                           |
| ------------------------- | ----------------------------- | ----------------------------------- | ------------------------- | ------------------------- | ------------------------- | ------------------------- | ------------------------- | ------------------------- | ------------------------- |
| 1.                        | Papa Don’t Preach             | Brian Elliot Madonna                | Stephen Bray Madonna      | 4:29                      |                           |                           |                           |                           |                           |
| 2.                        | Open Your Heart               | Madonna Gardner Cole Peter Rafelson | Patrick Leonard Madonna   | 3:56                      |                           |                           |                           |                           |                           |
| 3.                        | White Heat                    | Madonna Leonard                     | Madonna Leonard           | 4:40                      |                           |                           |                           |                           |                           |
| 4.                        | Live to Tell                  | Madonna Leonard                     | Madonna Leonard           | 5:51                      |                           |                           |                           |                           |                           |
| 5.                        | Where's the Party             | Madonna Leonard Bray                | Madonna Leonard Bray      | 4:21                      |                           |                           |                           |                           |                           |
| 6.                        | True Blue                     | Madonna Bray                        | Madonna Bray              | 4:18                      |                           |                           |                           |                           |                           |
| 7.                        | La Isla Bonita                | Madonna Leonard Bray Bruce Gaitsch  | Madonna Leonard           | 4:02                      |                           |                           |                           |                           |                           |
| 8.                        | Jimmy Jimmy                   | Madonna Bray                        | Madonna Bray              | 3:55                      |                           |                           |                           |                           |                           |
| 9.                        | Love Makes the World Go Round | Madonna Leonard                     | Madonna Leonard           | 4:31                      |                           |                           |                           |                           |                           |
| 40:18                     |                               |                                     |                           |                           |                           |                           |                           |                           |                           |

| True Blue– 2001 remastered edition (bonus tracks) | True Blue– 2001 remastered edition (bonus tracks) | True Blue– 2001 remastered edition (bonus tracks) | True Blue– 2001 remastered edition (bonus tracks) | True Blue– 2001 remastered edition (bonus tracks) | True Blue– 2001 remastered edition (bonus tracks) | True Blue– 2001 remastered edition (bonus tracks) | True Blue– 2001 remastered edition (bonus tracks) | True Blue– 2001 remastered edition (bonus tracks) | True Blue– 2001 remastered edition (bonus tracks) |
| #                                                 | Cím                                               | Szerző(k)                                         | Producer                                          | Hossz                                             |                                                   |                                                   |                                                   |                                                   |                                                   |
| ------------------------------------------------- | ------------------------------------------------- | ------------------------------------------------- | ------------------------------------------------- | ------------------------------------------------- | ------------------------------------------------- | ------------------------------------------------- | ------------------------------------------------- | ------------------------------------------------- | ------------------------------------------------- |
| 10.                                               | True Blue(Color mix)                              | Madonna Bray                                      | Madonna Bray Shep Pettibone                       | 6:40                                              |                                                   |                                                   |                                                   |                                                   |                                                   |
| 11.                                               | La Isla Bonita(Extended remix)                    | Madonna Leonard Bray Bruce Gaitsch                | Madonna Leonard Chris Lord-Alge                   | 5:27                                              |                                                   |                                                   |                                                   |                                                   |                                                   |
| 52:25                                             |                                                   |                                                   |                                                   |                                                   |                                                   |                                                   |                                                   |                                                   |                                                   |

## Közreműködő személyzet

### Előadók
| - Madonna - vokál, háttérvokál - Dave Boroff - szaxofon - Stephen Bray - dob, keyboard - Keithen Carter - háttérvokál - Paulinho Da Costa - ütőhangszerek - Bruce Gaitsch - gitár, elektromos gitár, ritmusgitár - Siedah Garrett - háttérvokál - Dann Huff - gitár - Jackie Jackson - háttérvokál - Paul Jackson Jr. - gitár - Edie Lehmann - háttérvokál - Patrick Leonard - dob, keyboard - Richard Marx - háttérvokál - Bill Meyers - vonósok - Jonathan Moffett - ütős hangszerek, dob, háttérvokál - John Putnam - akusztikus gitár, gitár, elektromos gitár - David Williams - gitár, ritmusgitár, háttérvokál - Fred Zarr - keyboard | - Producerek: Stephen Bray, Patrick Leonard, Madonna - Zenei mérnökök: Michael Hutchinson, Michael Verdick - Keverés: Dan Nebenzal, Michael Verdick - Keverő asszisztensek: Dan Nebenzal - Dob-programozás: Stephen Bray, Patrick Leonard - Vonós felszerelések: Billy Meyers - Művészi utasítások: Jeffrey Kent Ayeroff, Jeri McManus - Design: Jeri McManus - Fotózás: Herb Ritts |

## Slágerlista
| Slágerlista (1986)                           | Legjobb helyezések |
| -------------------------------------------- | ------------------ |
| Ausztrália (Kent Music Report)               | 1                  |
| Ausztria (Ö3 Austria Top 40)                 | 2                  |
| Kanada (RPM)                                 | 1                  |
| Hollandia (Dutch Charts Album Top 100)       | 1                  |
| Európa (European Top 100 Albums)             | 1                  |
| Finnország (Suomen virallinen lista)         | 1                  |
| Franciaország (SNEP)                         | 1                  |
| Németország (Offizielle Top 100)             | 1                  |
| Japán (Oricon)                               | 1                  |
| Új-Zéland (Recorded Music NZ Top 40 Albums)  | 1                  |
| Norvégia (VG-lista Album Top 40)             | 2                  |
| Spanyolország (PROMUSICAE)                   | 1                  |
| Svédország (Sverigetopplistan Top 60 Albums) | 2                  |
| Svájc (Schweizer Hitparade Top 100 Albums)   | 1                  |
| Egyesült Királyság (UK Albums Chart)         | 1                  |
| USA Billboard 200                            | 1                  |
| USA Top R&B/Hip-Hop Albums (Billboard)       | 47                 |

| Slágerlista (2006)             | Legjobb helyezés |
| ------------------------------ | ---------------- |
| Dánia (Hitlisten Album Top 40) | 29               |

| Slágerlista                    | Helyezés |
| ------------------------------ | -------- |
| Egyesült Államok Billboard 200 | 179      |

| Slágerlista (1986)                      | Helyezések |
| --------------------------------------- | ---------- |
| Ausztrália (Kent Music Report)          | 10         |
| Ausztria                                | 10         |
| Kanada (RPM Album Chart)                | 2          |
| Hollandia                               | 1          |
| Franciaország                           | 1          |
| Németország (Offizielle Deutsche Chart) | 6          |
| Japán                                   | 13         |
| Új-Zéland                               | 6          |
| Svájc (Schweizer Hitparade)             | 5          |
| Egyesült Királyság                      | 1          |
| Egyesült ÁllamokBillboard 200           | 37         |

| Slágerlista (1987)                       | Helyezés |
| ---------------------------------------- | -------- |
| Ausztrália (Kent Music Report)           | 21       |
| Ausztria                                 | 16       |
| Kanada (RPM Top 100)                     | 6        |
| Hollandia                                | 10       |
| Németország (Offizielle Deutsche Charts) | 7        |
| Japán                                    | 40       |
| Új-Zéland                                | 39       |
| Egyesült Államok Billboard 200           | 11       |

| Slágerlista (1980–1989)        | Helyezések |
| ------------------------------ | ---------- |
| Ausztrália (Kent Music Report) | 36         |
| Japán (Oricon)                 | 36         |
| Egyesült Királyság (OCC)       | 9          |

## Minősítések
| Ország                          | Minősítés  | Eladás     |
| ------------------------------- | ---------- | ---------- |
| Argentína (CAPIF)               | 4x platina | 240.000    |
| Ausztrália (ARIA)               | 4X platina | 280.000    |
| Ausztria                        | platina    | 50.000     |
| Belgium (BEA)                   | platina    | 75.000     |
| Brazília (Pro-Música Brazil)    | arany      | 700.000    |
| Kanada (Music Canada)           | gyémánt    | 1.000.000  |
| Franciaország (SNEP)            | gyémánt    | 1.353.500  |
| Finnország (Musiikkituottajat ) | platina    | 53.912     |
| Németország (BVMI)              | 2x platina | 1.000.000  |
| Görögország (IFPI Greece)       | arany      | 50.000     |
| Hongkong (IFPI Hongkong)        | platina    | 20.000     |
| Olaszország (FIMI)              | 4x platina | 1.500.000  |
| Japán (RIAJ)                    | arany      | 718.000    |
| Hollandia (NVPI)                | platina    | 100.000    |
| Új-Zéland (RMNZ)                | 5x platina | 75.000     |
| Norvégia (IFPI Norway)          | platina    | 100.000    |
| Portugália (AFP)                | arany      | 20.000     |
| Spanyolország (PROMUSICAE)      | 3x platina | 300.000    |
| Svájc (IFPI Switzerland)        | 3x platina | 150.000    |
| Egyesült Királyság (BPI)        | 7x platina | 2.100.000  |
| Egyesült Államok (RIAA)         | 7x platina | 7.000.000  |
| Világszerte                     |            | 25.000.000 |